# San Fedele (Albenga)
San Fedele (O Sanfè in ligure) è una frazione di circa 1.000 abitanti del comune di Albenga, in provincia di Savona, confinante con la frazione di Lusignano. Situata a circa 2 km dal capoluogo ingauno, è formato da un nucleo storico su una dorsale sulle colline retrostanti e una zona di case lungo la provinciale che da Albenga va a Villanova d'Albenga, fino ad andare contro il Centa.
Nella frazione è presente un complesso di case popolari, un asilo che precedentemente era una scuola elementare. È presente un complesso in fase di recupero, che era un collegio per le scuole elementare e medie in uso fino agli anni ottanta del XX secolo. È presente la villa detta Casa Calvi dove è rappresentato un affresco di Albenga che anche se non rappresentativo della realtà ha permesso di valutare la geografia fisica della città nel XV secolo.

## Storia
Si trovano le prime tracce della comunità nel 1288 negli statuti di Albenga, mentre la chiesa intitolata ai santi Simone il Cananeo e Giuda Taddeo, protettori della Repubblica di Genova, risale al 1347. Nel 1470 c'è la fondazione delle confraternita dedicata a san Giovanni Battista. Si ha notizia certa che il rettore e i parrocchiani commissionarono nel 1483, al pittore pavese Francesco Ferrari, un polittico di notevole valore, che venne pagato nel 1491 ma che successivamente è andato perso. 
Il documento più antico, conservato nell'Archivio dei Del Carretto di Albenga, stipulato in data 4 maggio 1424, con cui il magister Franciscus de Clapis, procuratore dell'abate di Santa Maria e San Martino dell'Isola Gallinara, Carolus de Careto, affitta a Nicolaus Naterius di San Fedele, un pezzo di terra coltivata a fichi e viti, situtata nel territorio di Barbam loco ubi dicitur Martela con lo stesso monastero, con Girifortis Peratus e con Dominicus Bertonus. 
Molte delle nobili famiglie di Albenga costruirono a San Fedele delle ville, come Casa Calvi, per poter villeggiare in campagna per paura della malaria. Nel XVI secolo San Fedele è scelta dai signori Alessandro e Ottavio Costa per erigere un palazzo d'antiche statue e di affreschi, con uno spazioso giardino e fonti d'acqua, realizzata in Regione Pianbellino (oggi andata perduta, nella quale erano presenti dipinti e marmi accumulati dal conte Ottavio, la cui famiglia era già iscritta nella nobiltà genovese nel 1576.
Altra Villa è quella di Casa Calvi nel quale è conservato uno dei più antichi e probabilmente veritieri affreschi di come appariva la città di Albenga nel XVI secolo.
Nel 1631 si registrarono 498 abitanti, tuttavia durante il secolo successivo avviene un lieve spopolamento che arriva ad avere 252 anime nel 1755 fino al minimo di 225 nel 1767, arrivando negli ultimi decenni del secolo a stabilizzarsi intorno alle 230 unità. Nella fine del XVIII abbiamo planimetrie dettagliate della piana di Albenga, dove per San Fedele riconosciamo le zone della Costa e di Pian Bellino, Barban, Bricchetti, Campagna, Ciambellin, Cianastri, Costera, Monterosso, Ranchi, Rovoira, ed altre isolate come il Molino di San Fedele e la Casa dell'Inferno.
Certamente dal 1701 al 1783 era in vigore lo ius presentandi in occasione della nomina dei parroci Giacomo Bronda e Lorenzo Bergallo, L'8 novembre 1726 il vescovo Carlo Maria Giuseppe de Fornari (1715/1730) autorizza l'erezione di una Capella, o sia Oratorio Campestre nella contrada della Costa in un luogo distante dalla chiesa parrocchiale, su richiesta di Bartolomeo Panero che si impegnava al mantenimento.
Abbiamo una testimonianza di un legato lasciato alla comunità di San Fedele:
Nel 1889 viene fondata una scuola elementare che serviva le frazioni di San Fedele e Lusignano. Quindi arrivano le suore orsoline che danno vita al collegio femminile nella villa Borea-Ricci operando nell'educazione secondo i principi della religione cattolica. In questo periodo il parroco fu don Tomaso Raimondo che scrisse 6 quaderni di cronache locali, dalle quali si è potuta evincere la storia dell'ultimo secolo di San Fedele.

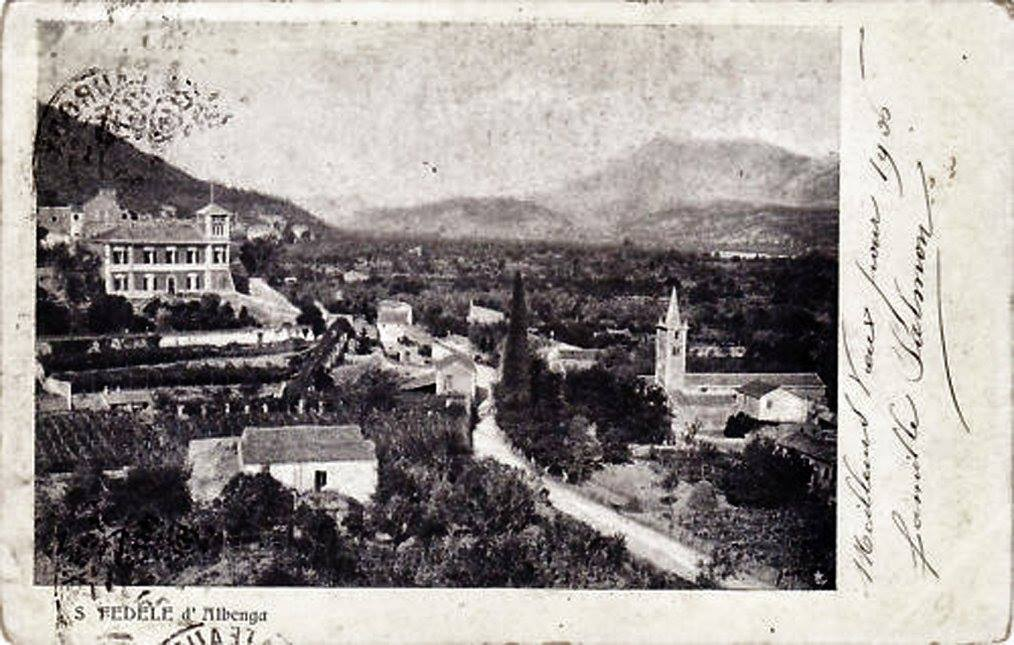
San Fedele e la Villa Borea Ricci nel 1906

Durante la prima guerra mondiale furono molti coloro che vennero arruolati, tant'è che durante una protesta della donne il 19 e 20 marzo del 1917, dovette intervenire l'esercito per arrestare 26 donne che da San Fedele erano scese ad Albenga per protestare con grida del tipo "Abbasso la guerra, da due anni abbiamo i mariti in guerra e li vogliamo a casa, abbasso il Regio Commissarrio e abbasso il Municipio" - "Abbasso i profughi, abbasso gli imboscati, o su viso o soldati, muovetevi ribellatevi è ora di finirla", oltre che per aver lacerato manifesti fatti affiggere dall'autorità locale per invitare i cittadini alla calma. Quel giorno si registrarono donne con bastoni e munite di sassi che ruppero i tavolini del Caffè Moderno e i vetri di una réclame di fotografia, e provarono a danneggiare anche l'ufficio postale. Non si sa bene cosa successe a queste donne, probabilmente qualche notte di galera e poi tornate a casa a lavorare nei campi, ma è un episodio che fa ben capire la caparbietà delle donne di questo Paese.
Sono quattro i militari originari di San Fedele caduti nella prima guerra mondiale, i loro nomi sono sergente Fugassa Pietro, soldato Carpe Giacomo, soldato Genovese Federico, soldato Panero Edoardo morto in Macedonia il 9 maggio 1917.
Nella seconda guerra mondiale San Fedele diede il suo contributo, con quindici caduti uccisi dalla follia nazifascista. Tra questi ricordiamo la storia di alcuni: Fugassa Emilio Samuele (Loano, 14/02/1897) e il fratello Fugassa Emilio Domenico uccisi il 28/12/1944 alla foce del fiume Centa; l'altro fratello Fugassa Giovanni (Loano, 05/06/1902) venne fucilato alla foce il 27/12/1944; il figlio di Samuele, Marco, di soli 22 anni, era renitente alla leva e si arruolò poco dopo nella VI Div. Garibaldi, I^ Brigata (I zona Ligure), esattamente dal 16/2/ 1945 (come risulta dalla nota n. 3016 della Commissione Regionale della Liguria ai sensi del D.L.L. n.518/1945).
Aneddoto degno di nota è quello del militare americano che precipitò al Monte Bignone e fuggì verso San Fedele, dove venne catturato e portato nella piazza centrale di Albenga come trofeo. Altri furono i martiri per la libertà, tra questi: Terrera Giovanni, nome di battaglia Biondo, facente parte della SAP div. Fumagalli brigata Savona, nato ad Albenga il 24/09/1924 e caduto il 21/06/1944 a Saliceto durante gli scontri con i nazisti. Anche Bruno Andrea Giulio, arrestato il 30/12/1944 nella vicina Lusignano e il giorno dopo trucidato a San Fedele da un militare tedesco e da un collaborazionista italiano mai identificati. Per i rastrellamenti di Lusignano e San Fedele, tra gli altri, fu punito Mauro Sansoni, ufficiale della San Marco, che venne arrestato e condotto a Savona per essere fucilato il 28 aprile.
Nel cimitero venne realizzata una cappella con i corpi dei martiri della libertà, con l'epigrafe a ricordo:
Nel secondo dopoguerra sorgono dei piccoli impianti industriali, artigianali e commerciali, come complessi di edilizia popolare e convenzionata.

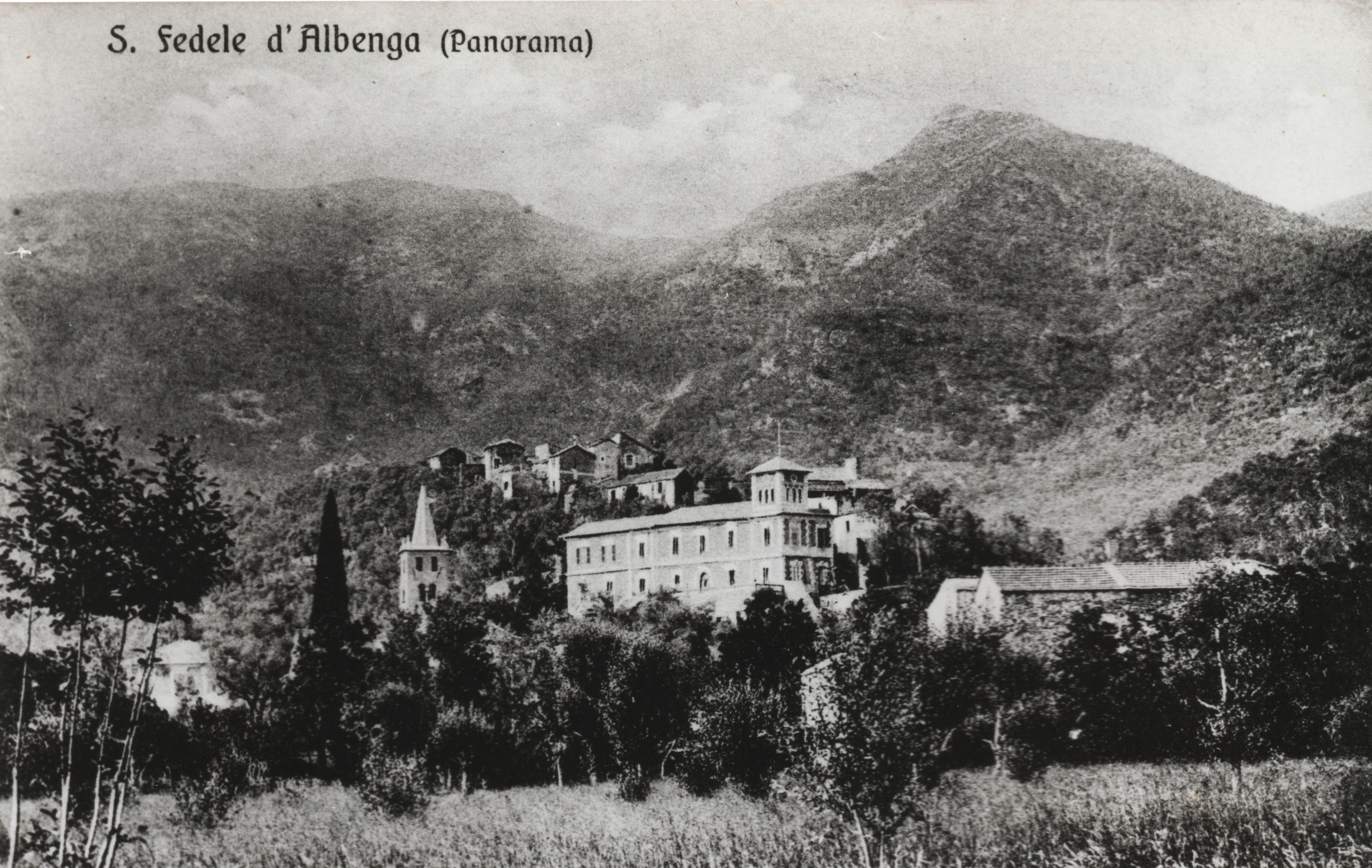
Albenga San Fedele, convento delle Orsoline ai primi del XX

## Monumenti e luoghi d'interesse

### Architetture religiose
- Chiesa parrocchiale dei Santi Simone e Giuda, il cui primo impianto risalirebbe al XIII secolo.
- Oratorio di San Giovanni Battista del 1574, sede dell'omonima confraternita, con affreschi rappresentanti la Passione di Cristo eseguiti nel XVI secolo da un pittore piemontese.

### Il collegio delle Orsoline

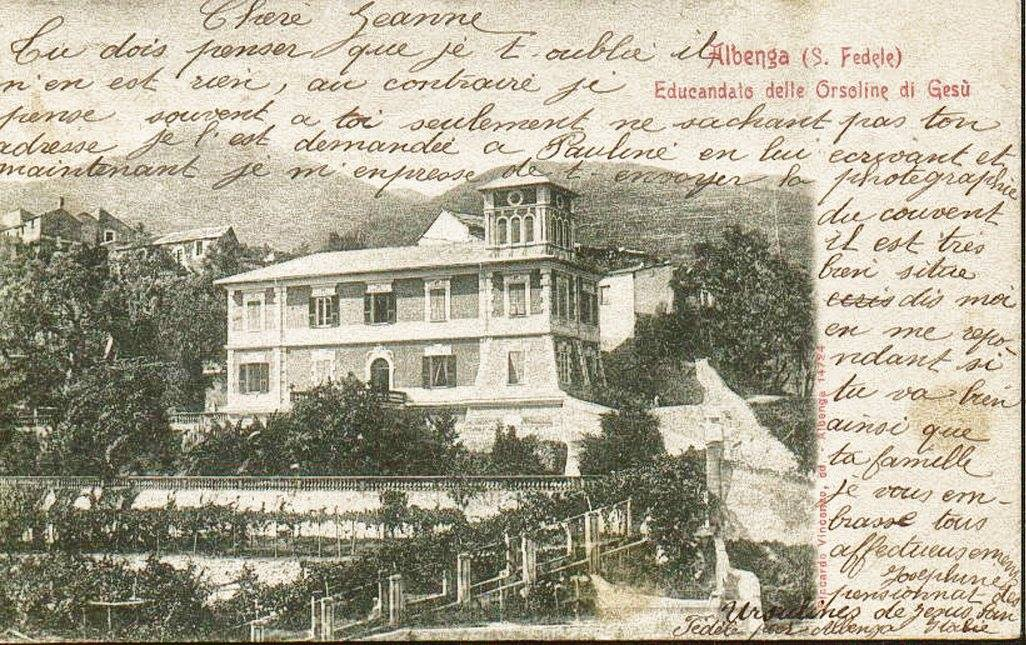
Il collegio delle Orsoline ancora Villa Borea Ricci

Nel settecento viene realizzata una villa d'otium da parte della famiglia nobiliare ingauna dei Borea Ricci. In Francia a seguito della legge Combes del 1903, iniziò un periodo di laicizzazione dello Stato dove le scuole cattoliche venivano chiuse e le religiose che ivi insegnavano potevano scegliere tra seguire il percorso con una vita laica oppure trasferirsi. Così avvenne per 14 suore orsoline (chiamate in Francia Ursulines de Jesus) che partite da Saint Tropez scesero dal treno ad Albenga il 31 luglio dirette nella Villa di San Fedele ospiti dei marchesi Borea Ricci e accolte dal vescovo Filippo Allegro. A quel tempo la struttura era una delle Ville di campagna della nobiltà albenganese costruite nei secoli precedenti, una casa a 3 piani con una torretta, probabilmente una struttura più antica che ha subito modifiche durante il XIX secolo. Dopo pochi mesi, il 29 settembre iniziarono i corsi con le prime 16 allieve francesi alle quali il 1º ottobre si aggiunsero 7 allieve italiane. La Villa, nel frattempo chiamata Villa Giulia o in alternativa Villa del Sacro Cuore, si trasforma in un istituto di formazione femminile prendendo il nome di Villa Sacro Cuore dove si garantiva alle fanciulle un percorso che le portava dalla scuola materna all'istituto magistrale. In un articolo sul settimanale Pro Familia del 1909 la struttura veniva così pubblicizzata: Collegio Convitto Femminile in S. Fedele d'Albenga, diretto dalle Orsoline di Gesù. Ottima educazione religiosa e civile - Corsi di studio in italiano e francese impartiti da maestre autorizzate - Preparazione alle licenze complementare e normale; secondo i programmi governativi - musica, disegno, pittura, ecc.. . Posizione splendida, elevata, vista del mare, aria salubre, clima mite, retta modica. Chiedere il programma alla Direttrice
Lo scopo dell'Istituto consiste nell'educare le alunne a diventare donne sagge e coscienti, madri colte, esperte, operose e oculate, capaci d'infondere ai figli e nella società avvenire, germi possenti e fecondi di ogni benessere sociale. Il corredo che veniva dato alle alunne era di tre paia di lenzuola, un copripiedi e una coperta di lana, un tappetino, un copriletto bianco, sei tovaglioli e altrettanti asciugamani, sei camicie da giorno e da notte e quattro sottane bianche e tre colorate, quattro mutande, sui paia di calze e sei di cotone e ventiquattro fazzoletti con due accappatoi. L'uniforme era un abito bianco di piqué, un abito nero di merinos per l'inverno, un cappello e un mantello di panno per l'inverno; un paio di guanti grigi per l'estate e uno nero per l'inverno. 
È di questi anni il primo ampliamento dell'edificio, con la sopraelevazione di due piani della struttura. Nel 1936 arriva il riconoscimento legale della scuola media e dell'istituto magistrale. Nel 1955 vennero accolte le prime orfane della Guardia di Finanza.
In questi anni il complesso subisce un ampliamento importante, realizzando nuove aule, nuove camere e anche una chiesa interna in uno stile moderno non in linea con l'esistente, che tuttavia viene conservato.
Negli anni successivi diminuiscono sia le suore sia gli iscritti, anche se nel frattempo i corsi divennero accessibili anche ai maschi: la scuola media viene trasferita ad Albenga nel 1987 per essere chiusa tre anni dopo. Il 21 novembre del 1991 la comunità si scioglie. Alcune suore decidono di mantenere il compito trasferendosi a Loreto o a Torino. Altre preferiscono restare in questo luogo dove hanno vissuto parte della loro vita, risiedendo nella Villa San Marco, edificio interno al complesso. Le religiose tuttavia non arrestarono del tutto il loro lavoro, restando attive all'interno della comunità, aiutando le famiglie ed essendo molto attive nelle attività parrocchiali.

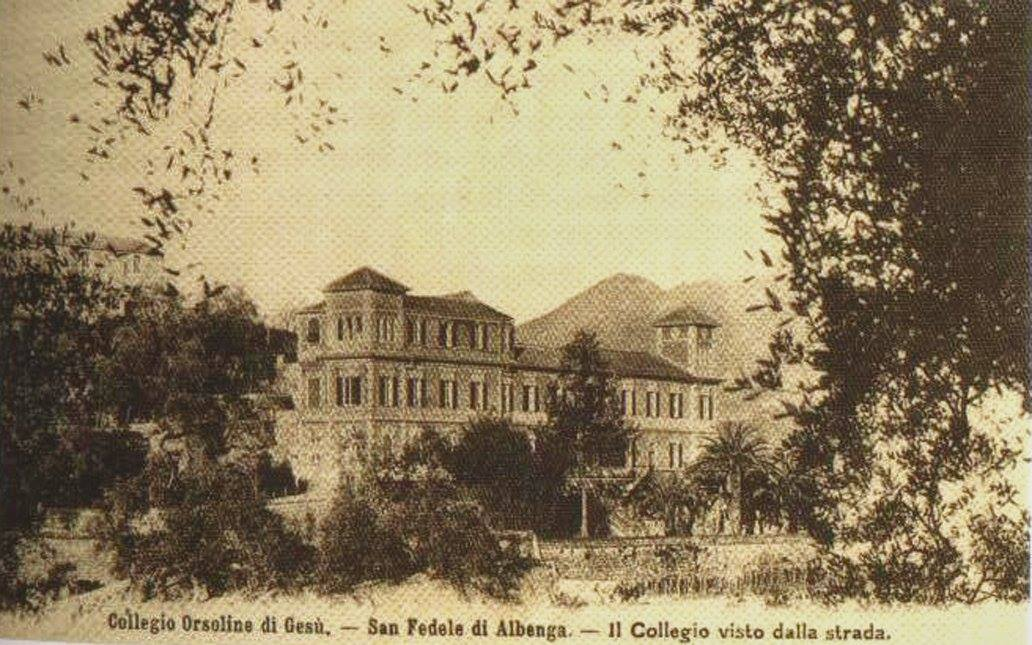
Il collegio delle Orsoline durante le fasi di ampliamento

Nel frattempo il plesso principale viene venduto a privati per trovare una nuova vita come residenza. Nel 2009 viene fatto un progetto in accordo con la soprintendenza per demolire la parte moderna conservando quella storica, con la realizzazione di un borgo diffuso che possa essere in linea con la struttura del borgo di San Fedele. Tuttavia questo progetto non arriverà mai fino alla fine. Ormai abbandonato a se stesso, la struttura è in decadenza, diventando saltuariamente luogo di ritrovo di senzatetto ed emarginati sociali.
Nel ottobre del 2003 venne festeggiato il centenario della presenza delle suore nella comunità. A Ottobre del 2017 anche le ultime 3 suore lasciano San Fedele, dove con una messa, il vescovo di Albenga Guglielmo Borghetti, ringrazia per il lavoro fatto in oltre un secolo nella comunità di San Fedele. Una suora si è ritirata nella casa di riposo delle Suore del Cottolengo a Moncalieri, un’altra nella comunità del Santuario della Consolata a Torino e la terza è rimasta ad Albenga. In quest'occasione sono state moltissime le allieve che hanno tributato i loro ringraziamenti per il lavoro fatto. L'ex-convitto è tutelato dal vincolo puntuale della soprintendenza dal 2002 con codice Codice NCTN 07/00208366.

### Il cipresso di Carlo Panero

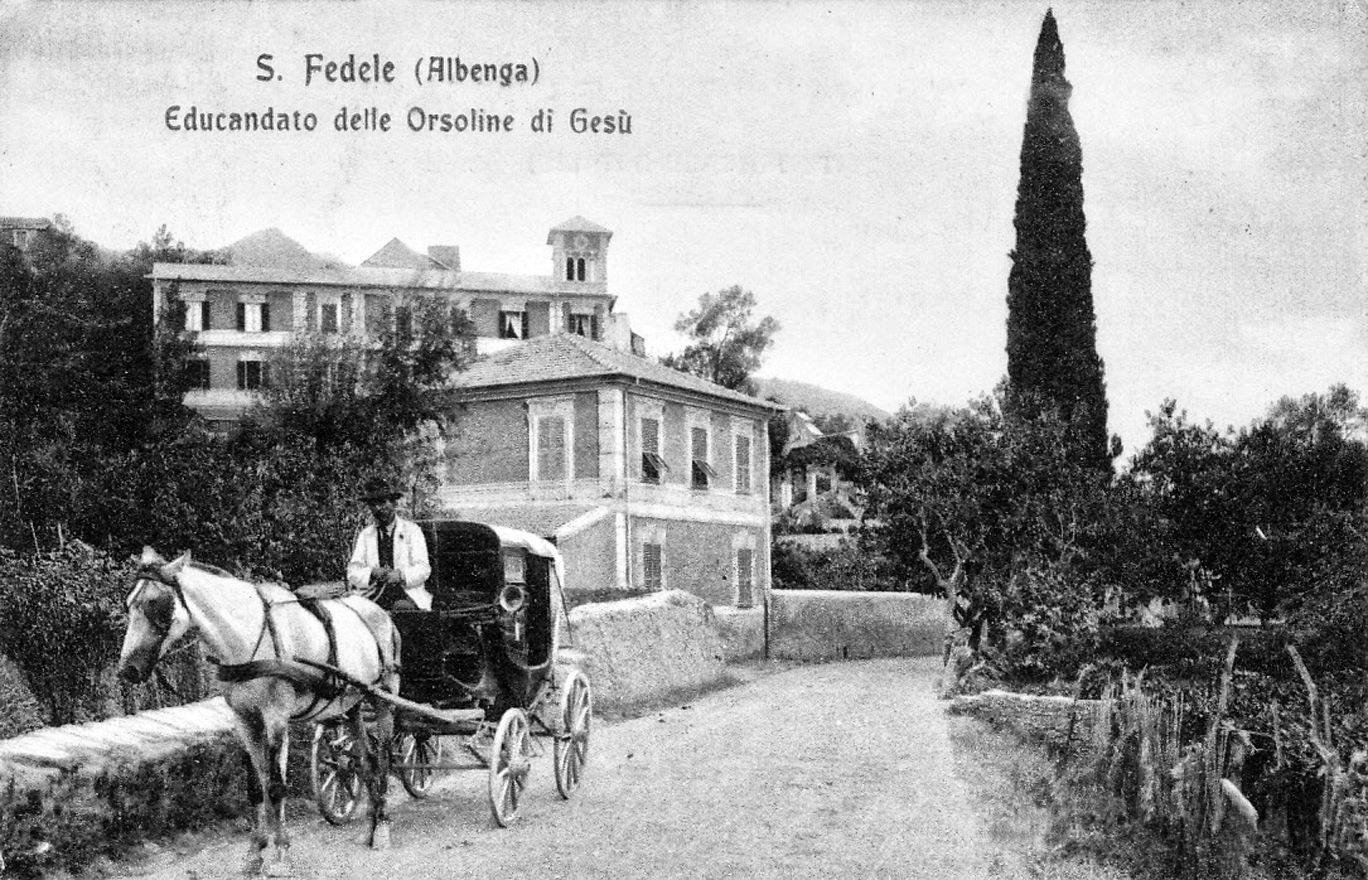
La casa rossa e con Villa Giulia nel 1904 e il cipresso di Panero

All'esterno della chiesa parrocchiale dei Santi Simone e Giuda è presente un imponente cipresso secolare piantato da Carlo Panero. Il giovane ricevette la chiamata e venne instradato al noviziato presso il convento di San Barnaba a Genova, ma dopo un anno lascio il percorso scelto e tornò nella sua casa di San Fedele. Portò con sé la semenza dei cipressi del convento genovese che seminò su un vaso del suo terrazzo. Nel 1832 però l'albero divenne ingombrante e decise di donarlo alla parrocchia piantandolo nell'angolo vicino all'ossario sul sagrato della chiesa; queste fonti le abbiamo per certe dal canonico Giovanni Arduini che sorpreso dall'imponente cipresso nel 1850 volle annotare la storia e il fatto che Carlo Filippo Matteo Panero aveva preso moglie e viveva ad Albenga dove faceva il carrozziere.

### Villa Costa a Piambellino

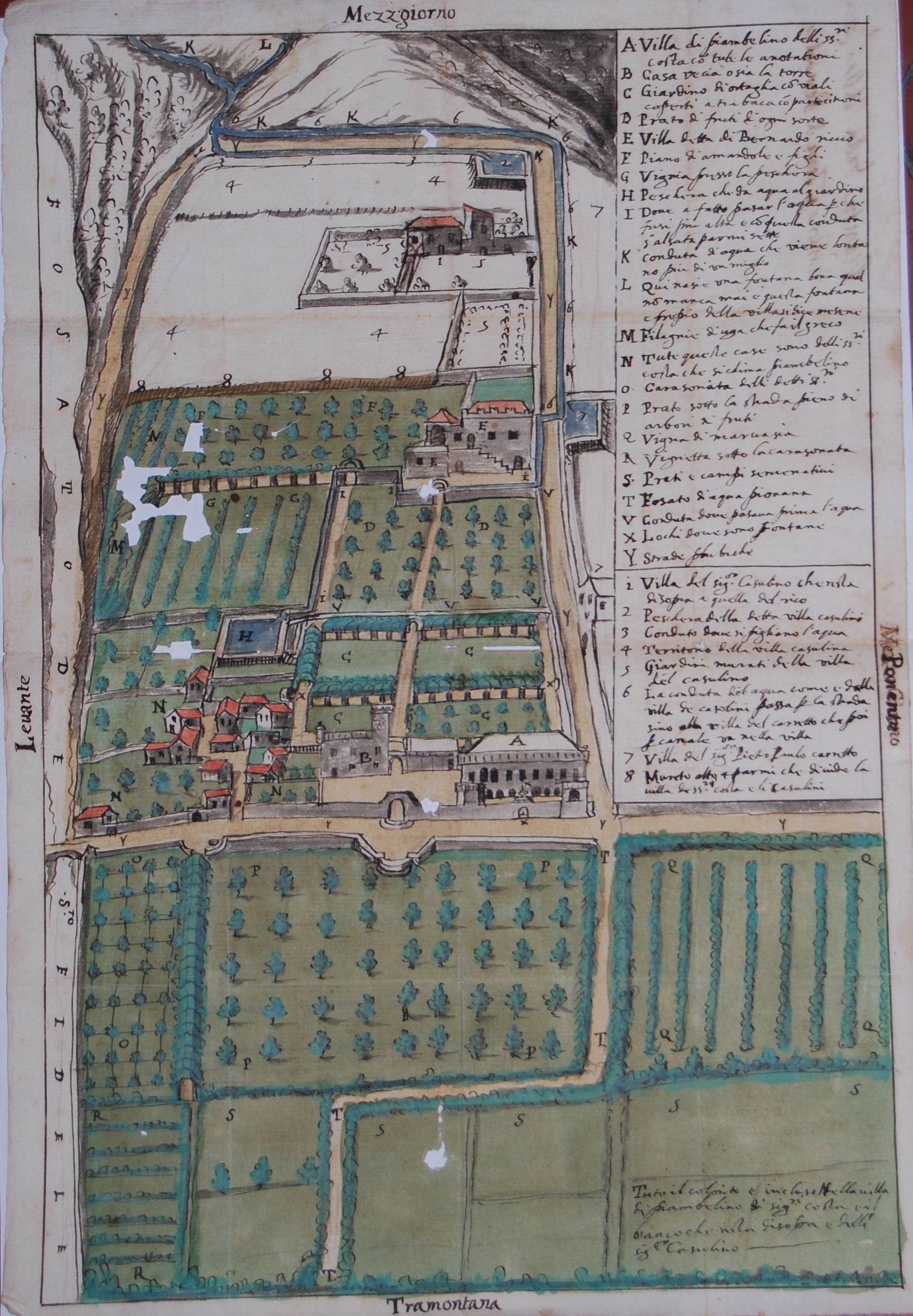
Villa a Piambellino XVI secolo

Nella frazione di San Fedele è presente un'antica villa della famiglia Costa, dove solo poco è rimasto, ma che nei secoli ci è stata ben descritta, tanto che possiamo ancora rivedere l'architettura di quando è stata realizzata. Di proprietà privata e lasciata molto a se stessa. Un massiccio portale ad arco trattato a bugnato conduce nel piazzale principale alla casa vecchia e alla torre, dove si affaccia la cappella di San Giovanni Battista e un lato breve della distrutta villa di Piambellino. Dopo una parte di giardini nobiliari destinati alla famiglia, vi era una parte di orti, vigneti, uliveti, terreni coltivati a grano, case dei contadini e servitori. Particolare era la torre-belvedere, fiancheggiata da una terrazza con pavimento in laterizio, forse una parte che è rimasta dalla prima loggia dell'entrata del cortile. Sotto la strada, l'attuale provinciale SP6, c'era l'esedra con prati coltivati con alberi da frutto, la vigna di marvasia e i fossati.
Tra la fine del XVI secolo e la prima metà del XVIII secolo i fratelli della nobile famiglia ingauna Costa, Pier Francesco (1545-1625) nunzio apostolico alla corte di Carlo Emanuele I di Savoia, e vescovo di Savona, Alessandro (1555-1623), abate commendatario di Santa Maria e San Martino sull'Isola Gallinara, Ottavio 1554-1639 titolare della Depositeria Generale della Camera Apostolica sotto il regno di Gregorio XIV e Innocenzo IV oltre che banchiere, e il figlio di questo Pier Francesco (1591-1653) vescovo di Albenga, impegnarono molte delle loro risorse per edificare un luogo d'otium che fosse di collegamento tra l'utilitas e venustas con marmi antichi, dipinti, preziosi e molto altro, da creare un ambiente colto.
I Costa erano una importante famiglia all'epoca, che possedeva diverse ville nella campagna di Albenga, ma risiedevano anche a Roma, dove tra le altre possedevano la Villa di San Martino ai Monti, vicini di casa del Cardinale Alessandro Peretti, per il quale espletavano transizioni finanziarie o intervenivano per acquisti di oggetti d'arte.
La sede della villa era un terreno dove probabilmente era presente una qualche struttura già in epoca precedente, una zona ricca d'acqua, la posizione ventilata e ombreggiata d'estate. Già a metà del quattrocento si registrano degli acquisti di terreni da parte dei Costa nella zona, spesso vicini a proprietà dell'abbazia di San Marino sull'Isola Gallinara, che durante i secoli è stata spesso retta da membri della stessa famiglia. Il 6 luglio del 1562 veniva acquistata la villa grande in località Pianbellino, pagata 600 scudi al signor Bernardo Riccio, da parte del tutore della famiglia. Il grande lavoro dei Costa fu quello di utilizzare l'arte giardiniera e arboricola, volta a realizzare un complesso di notevole importanza. Fu tutto basato sulla precedente geometria, dove erano già presenti muri di ciottoli di fiumi. Abbiamo la fortuna che lo storico Gio Ambrogio Paneri ci fornisce un'ammirata descrizione della villa: San Fedele con cento fuochi di belle case di cittadini ornato, con ampio palazzo d'antiche statue ingemmato e di pregiate pitture adorno a cui è annesso spazioso e ameno giardino, con vaghi compartimenti di terreni, da limpidissime e cristalline fonti irrigato, delli signori Pier Francesco, Ottavio ed Alessandro Costa. Di quest'epoca si ha la produzione di un disegno a inchiostro e acquerello di Bernardo Raibado, intitolato Villa di Piambellino dei secoli XVI-XVII, dove si nota che il palazzo funge da pietra d'angolo per le proprietà adiacenti.
Nel corso del 1800, lo storico Giuseppe Cottalasso, trascrisse una serie di lapidi ed iscrizioni che erano conservate nell'antico palazzo della casa Costa di Balestrino, nei sobborghi d'Albenga, regione detta Ciambellino, dicendo che quelle trascritte erano copie manoscritte e non che quelle erano già state copiate precedentemente. Erano collocate sui piedistalli di altrettante statue. Nel disegno del Raibado sono indicate quattro fontane, che significava una rete di tubazioni sotterranea l'intera proprietà.
La villa era di Ottavio Costa, l'unico capace di garantire la discendenza, cosa che fece nel suo testamento nel 1639 a favore del nipote secondogenito Filippo, lasciando a Monsignor Pier Francesco, vescovo di Albenga e zio di Filippo, la possibilità di accedere liberamente alla villa, e di usare quanto in essa contenuto, a patto che però tutto venga restituito. Alla morte di Filippo il patrimonio passò all'altro figlio Pier Francesco (1639-1723) che morì senza lasciare eredi, facendo passare tutto a Ottaviano del Carretto, nipote della sorella, che volle aggiungere il cognome della nonna, diventando Costa Del Carretto; grazie a lui si ha un inventario della villa redatto il 26 febbraio del 1700. Alla morte di Pier Francesco nel 1726 si ha ancora un elenco di ciò che era, che viene data al proprietario, il Marchese Domenico Donato Costa Del Carretto, figlio di Ottaviano, dove la villa veniva descritta con giardini, vignati, ficati, seminativi, con un albero di pino, e vari alberi di cipresso.
In occasione dell'occupazione francese del 10 febbraio 1797 si ha una lettera nella quale si segnalano danneggiamenti importanti alla struttura causati dai militari. Un'altra lettere del 18 giugno del 1834 di segnala una valutazione della proprietà, dove risulta ancora integra. Il cattivo stato di manutenzione segnato della casa, che venne definita già diroccata a metà del XIX secolo, fu la principale causa del suo crollo, anche se è probabile che la fine ultime avvenne a seguito del sisma del 1887.
Dal 1937 la villa possiede il vincolo architettonico puntuale, con la denominazione di Villa del Ciambellino Bertolotto, che era di proprietà del sig. Gozo Candido di Domenico. Nel XIX secolo il portale principale è ancora conservato, come si vedono al proprio interno ancora una parte del lastricato in ciottoli bianchi e neri. Rimane sul retro ancora due viali di colonne ornate, alcune delle abitazioni esistenti sono parti di abitazioni sopravvissute dalla villa precedente.

### Il cimitero
Nel 1832 viene emanato dal Re il Manifesto senatorio per cui i defunti non si sarebbero più potuti seppellire nelle chiese o all'interno dei borghi per questioni sanitarie; viene scelto un terreno per la sepoltura fuori dall'abitato. La scelta cade subito su un lotto di terreno di 1930 mq, di proprietà di Giuseppe Rolando, detto Acqua Calda, sito nella strada che conduce al molino, ma la terra è troppo ampia, dato che è sufficiente un'area di 110 mq più una parte destinata alle epidemie per un massimo di 200 mq, per una la popolazione di 296 unità con una mortalità quinquennale di 33. Perciò si cambia idea, andando nel terreno detto i Polli di Giuliano Caraffa fu Giobatta, di 176 mq più un passaggio sulla pubblica via di 32 mq, per 208 mq totali pagati complessivamente 45,70 lire. Per questo periodo probabilmente si ha una struttura molto limitata con un muro esterno a delimitare l'area. Nel 1874 si sa che sono stati costruiti 100 mq ma che ne necessitano 200. Già nel 1878 il prefetto segnala che il cimitero non ha camera mortuaria per poter praticare le cerimonie funebri e nel 1883 chiede spiegazioni all'Amministrazione Comunale riguardo al procedere dei lavori ma l'amministrazione risponde che sono state stanziate 1000 Lire per il cimitero di Leca che ne bisognava maggiormente. Nel luglio del 1945 la parrocchia cede gratuitamente al Comune di Albenga un terreno per la costruzione di una cappella atta ad ospitare quindici salme dei Martiri della Foce Il cimitero occupa una superficie di 570 mq più una parte di 80 mq destinata a parcheggio.

## Cultura

### Eventi
- Festa patronale dei santi Simone e Giuda Taddeo, il 28 ottobre.
- Festa confraternita di San giovanni battista la domenica dopo il 24 Giugno
- Festa di San Fedele la domenica dopo il 24 Aprile
- Festa Madonna del Carmine seconda domenica di Luglio
- Fun Fedele, festa di quartiere per festeggiare l’arrivo dell’estate